# Jochpass
Lo Jochpass (2.207 m s.l.m.) è un valico alpino della Svizzera tra il Canton Berna e il Canton Nidvaldo. Collega Engstlenalp (frazione di Innertkirchen nel Canton Berna) con Engelberg (nel Canton Obvaldo).
Dal punto di vista orografico il valico separa le Alpi Urane (nelle Alpi Bernesi) a sud dalle Prealpi di Lucerna e di Untervaldo (nelle Prealpi Svizzere) a nord.